# Evelyn Lord Smithson
Evelyn Lord Smithson (ur. 19 lipca 1923 w Indiana, zm. 9 marca 1992 w Amherst) – amerykańska archeolożka specjalizująca się w badaniu starożytnej Grecji.
Studiowała na University of Washington, gdzie w 1944 otrzymała Bachelor of Arts oraz w Bryn Mawr College, gdzie obroniła pracę magisterską w 1946 i doktorską w 1956. Tamże pracowała jako Teaching Assistant w latach 1950-1951, po czym w 1951 przeniosła się do Princeton, gdzie do 1962 pracowała na stanowisku assistantship w Institute for Advanced Study. Od 1962 do śmierci była zatrudniona na Uniwersytecie Stanu Nowy Jork w Buffalo, najpierw jako Assistant Professor, a od 1969 jako Associate Professor. Ponadto, od 1960 do śmierci, wykładała latem w ateńskiej American School of Classical Studies. Od 1948 brała udział w wykopaliskach archeologicznych w Atenach. W roku 1967 odkryła nieopodal agory kobiecy grób z bogatym wyposażeniem, którego opis jej autorstwa z roku następnego miał duże znaczenie dla rewizji wiedzy o tzw. okresie wieków ciemnych. W pracy badawczej specjalizowała się w badaniach ateńskiej ceramiki stylu geometrycznego.
E.L. Smithson była stypendystką Fulbrighta.